# WZ551
Il WZ551, noto anche con le denominazioni adottate nell'Esercito Popolare di Liberazione Type 92 e ZSL-92, è un veicolo corazzato cinese prodotto nelle versioni veicolo trasporto truppe, veicolo da combattimento della fanteria, cacciacarri e portamortaio.

## Sviluppo
Lo sviluppo del WZ551 è iniziato nel 1981 e il suo primo prototipo, classificato Type 90, è stato presentato nel 1984 ed era basato su un telaio di produzione locale di derivazione Mercedes-Benz. Due ulteriori prototipi sono stati sottoposti a diversi test a partire dal 1986, anno in cui il WZ551 è stato scelto dalla Commissione militare centrale come futuro veicolo blindato su ruote dell'Esercito Popolare di Liberazione. Questa prima versione non è entrata in produzione di massa a causa delle modeste prestazioni offerte dai motori. Per ovviare al problema il motore Deutz raffreddato ad acqua è stato sostituito con una sua modifica raffreddata ad aria. Nel 1988 Norinco e GIAT firmarono un accordo per equipaggiare i WZ551 con cannoni francesi da 25 mm, stabilizzati e dotati di un sistema di puntamento migliore rispetto a quello del cannone installato sui precedenti prototipi. Due prototipi, denominati NGV-1, sono stati prodotti all'inizio del 1989 e armati con un cannone GIAT da 25 mm ma il loro sviluppo è stato interrotto da un embargo alla vendita di armi imposto dall'Unione europea nello stesso anno. Nell'agosto 1991 sono stati presentati due prototipi di una versione veicolo trasporto truppe.
I primi Type 92 sono entrati in servizio nel Zhongguo Renmin Jiefangjun Lujun nel 1995.

## Caratteristiche
Lo scafo del WZ551 è interamente in acciaio saldato. Il comparto anteriore ospita il guidatore sulla sinistra, il comandante a destra e l'artigliere in torretta. Il motore si trova a sinistra nella parte centrale del veicolo. Il comparto trasporto truppe può ospitare fino a 9 soldati nelle versioni IFV e 11 soldati nel WZ551B.
Il WZ551 incorpora tecnologie già utilizzate su altri corazzati, come ad esempio la protezione NBC del Type 86, il cannone da 25 mm del Type 89 e il periscopio del Type 63. Il veicolo è alimentato da un motore diesel 8 cilindri Deutz BF8L413F turbocompresso e raffreddato ad aria che produce 320 hp ed è dotato di una trasmissione manuale ZF Friedrichshafen.
Il WZ551A è armato con un cannone ZPT-90 da 25 mm e una mitragliatrice coassiale Type 86. Lo ZPT-90 è derivato dal cannone antiaereo Type 87, una copia del 23 mm ZU-23 sovietico, ha un'elevazione che va da -8° a +55° e può sparare un colpo singolo, una raffica da tre o cinque colpi o in modalità automatica. Il WZ551B è armato con una mitragliatrice pesante W85 da 12,7 mm. Il WZ551B1 è armato con un cannone ZPT-99 da 30 mm stabilizzato, una mitragliatrice coassiale Type 86 e quattro missili anticarro HJ-73, inoltre è dotato di un telemetro laser, un computer balistico digitale e di sistema di puntamento termico.

## Varianti
- Type 90: versione iniziale con un cannone automatico ZPT-90 prodotta in serie in quantità limitata[6]
- NGV-1: prototipo con un cannone GIAT da 25 mm
- WZ551A (ZSL-92): veicolo da combattimento della fanteria con un cannone automatico ZPT-90 da 25 mm[6]
- WZ551B (ZSL-92A): veicolo trasporto truppe con mitragliatrice W85 da 12,7 mm[7]
  - WJ-03B: versione del WZ551B non anfibia adattata per l'uso antisommossa[9]WJ-03B nelle strade di Ürümqi

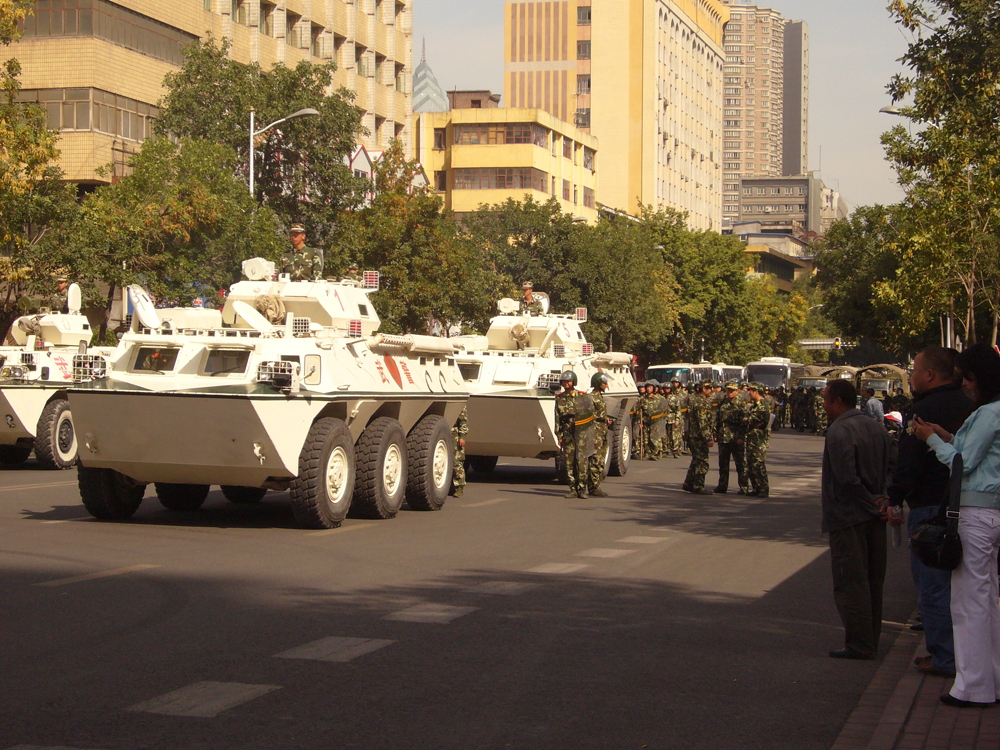
WJ-03B nelle strade di Ürümqi

- WZ551B1 (ZSL-92B): veicolo da combattimento della fanteria con un cannone automatico stabilizzato ZPT-99 da 30 mm e quattro missili anticarro HJ-73[8]
- WZ551D: prototipo prodotto in un unico esemplare di semovente antiaereo armato con quattro missili PL-9
- Type 92 Yitian: semovente antiaereo armato con quattro missili TY-90 e una mitragliatrice W85 da 12,7 mm
- WZ550: veicolo trasporto truppe 4×4
  - WZ901: versione del WZ550 adattata per l'uso antisommossa, prodotta in quantità limitata[9]
- ZSL-02B: versione cacciacarri su base WZ550 con quattro missili HJ-9
- PTL-02: versione cacciacarri e cannone d'assalto con un cannone Type 86 da 100 mm
  - WMA301: cacciacarri e cannone d'assalto derivato dal PTL-02 con cannone da 105 mm compatibile con le munizioni NATO
- PLL-05: versione portamortaio con un mortaio da 120 mm in torretta
- SM4: versione portamortaio con un mortaio da 120 mm nello scafo
- XJZ-92: veicolo corazzato da recupero basato sul WZ551B[9]
- VN2: aggiornamento con un nuovo motore da 300 kW e una nuova torretta da 30 mm[10]
  - VN2C: VN2 con miglioramenti alla protezione da esplosioni[11]
- CS/VN9: versione IFV con una torretta a controllo remoto da 30 mm[12]

## Utilizzatori
Algeria
- Esercito popolare nazionale

Almeno 6 SM4, mostrati per la prima volta durante un'esercitazione nel 2019.
 Angola
- Esercito angolano

5 WZ551B e 10 WMA301 ordinati nel 2015 in servizio dal 2016.
 Argentina
- Ejército Argentino

4 WZ551B acquistati nel 2008 e consegnati nel 2010.
 Birmania
- Tatmadaw Kyi

100 PTL-02, 76 WZ551A e alcuni XJZ-92 ordinati nel 2010 e consegnati tra il 2012 e il 2015.
 Burundi
- Forza di difesa nazionale del Burundi

15 WZ551B consegnati nel 2012.
 Camerun
- Armée de Terre du Cameroun

12 WMA301 e alcuni XJZ-92 acquistati nel 2012.
 Ciad
- Esercito ciadiano

Circa 20 WMA301 in servizio nel 2022.
 Cina
- Zhongguo Renmin Jiefangjun Lujun

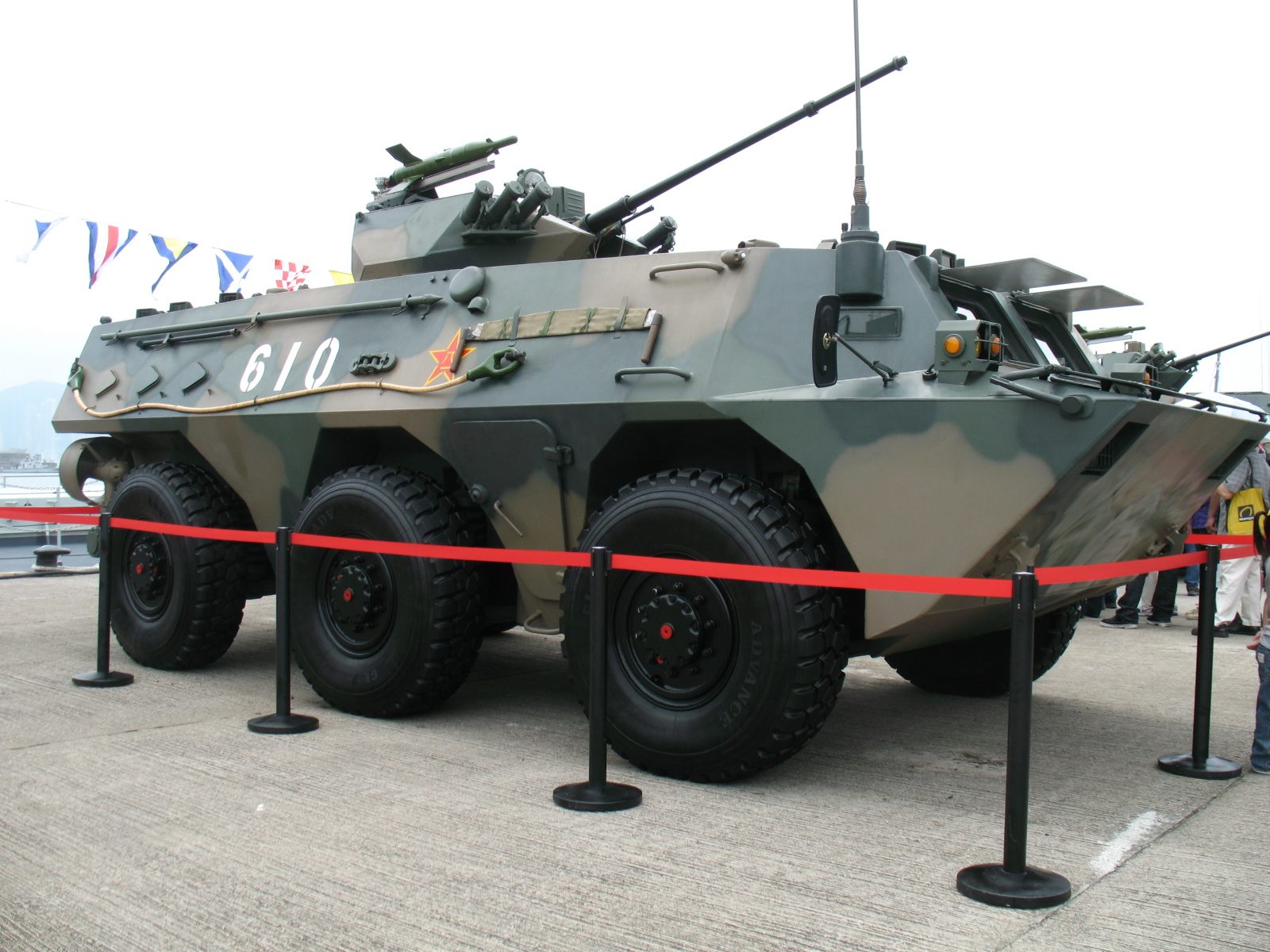
ZSL-92B dell'esercito cinese

Oltre 3 000 in servizio nel 2022, tra cui, approssimativamente: 550 IFV ZSL-92, 700 APC ZSL-92A, 600 IFV ZSL-92B, 450 cacciacarri ZSL-02B, 250 PTL-02 e 450 portamortai PLL-05.
 Costa d'Avorio
- Armée de terre de Côte d'Ivoire

Ha in servizio un numero sconosciuto di WZ551B e WZ551B1, che sono stati mostrati per la prima volta durante una parata nel 2022.
 Etiopia
- Esercito etiope

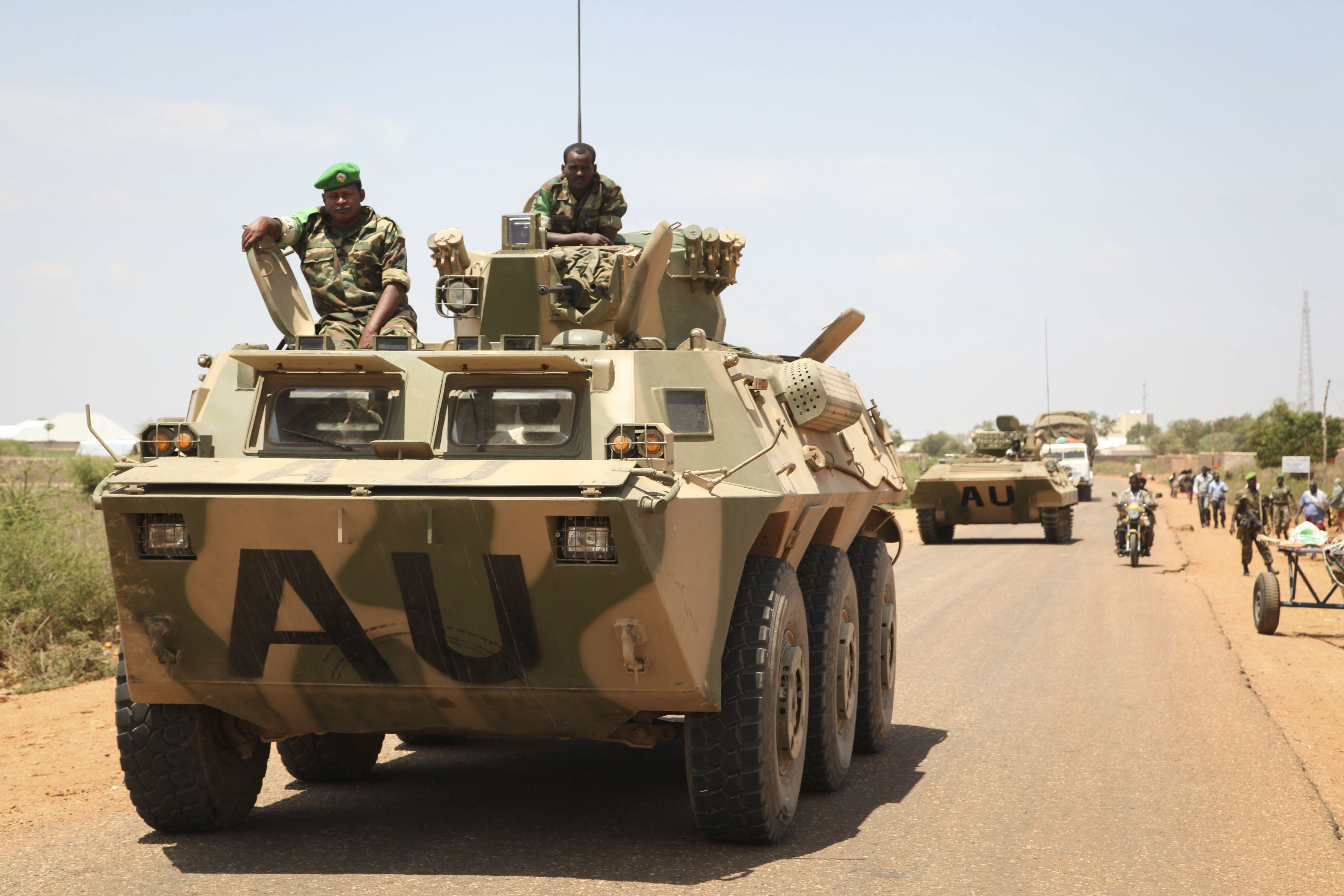
Un WZ551 etiope impiegato nella Missione dell'Unione africana in Somalia

Almeno 20 WZ551 e alcuni XJZ-92 acquistati nel 2011 e consegnati tra il 2012 e il 2014. Almeno 4 sono stati catturati dalle forze di difesa del Tigrè.

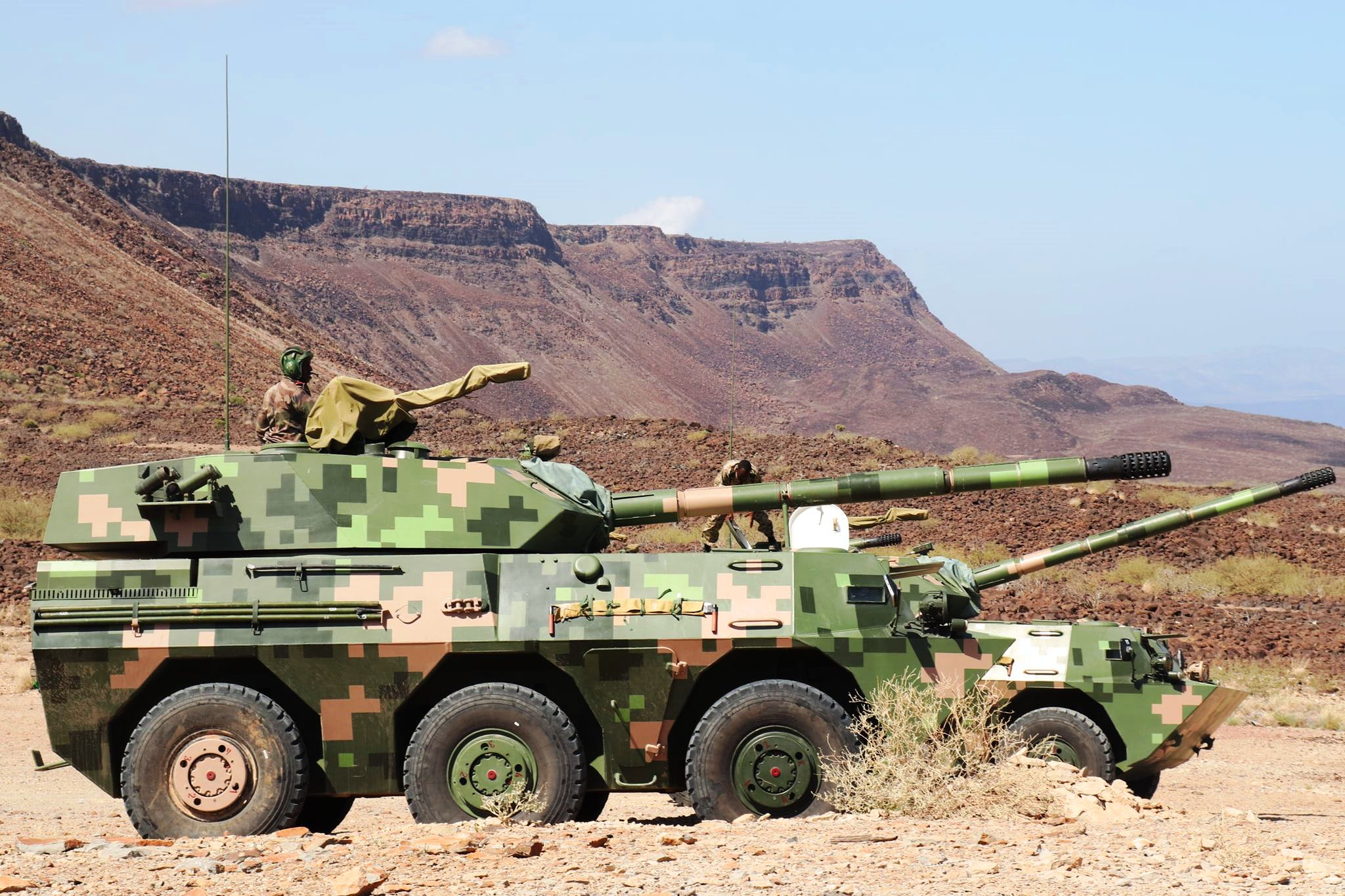
Due WMA-301 gibutiani durante una dimostrazione

 Gibuti
- Esercito gibutiano

5 WMA301 consegnati nel 2015.
 Guinea
- Esercito della Guinea[24]

 Guinea Equatoriale
- Esercito della Guinea Equatoriale

Diversi WMA301 e WZ551B1 presentati per la prima volta nel 2021.
 Kenya
- Kenya Army

32 tra WZ551B e WZ551B1 ricevuti nel 2007. Diversi persi in Somalia nelle operazioni contro al-Shabaab.
 Laos
- Esercito Popolare del Laos

3 Yitian mostrati a una parata nel 2019.
 Mali
- Esercito del Mali

Almeno 6 VM2C presi in consegna a fine 2021
 Mauritania
- Esercito della Mauritania

Almeno 20 WMA301 in servizio dal 2024.
 Mozambico
- Forças Armadas de Defesa de Moçambique

12 WZ551B ordinati nel 2013 e ricevuti nel 2014.
 Nepal
- Nepali Sena

5 WZ551 ordinati e consegnati nel 2005.
 Niger
- Esercito del Niger

Circa 12 WZ551B donati dalla Cina nel 2012 e ulteriori acquisiti nel 2016.
 Oman
- Guardia Reale dell'Oman

50 WZ551B acquistati nel 2003.
 Papua Nuova Guinea
- Papua New Guinea Defence Force[31]

 Senegal
- Armée de Terre du Sénégal

27 WMA301 e 4 WZ551 di comando consegnati tra il 2016 e il 2017.
 Sri Lanka
- Esercito dello Sri Lanka

10 WZ551A consegnati nel 1991, 120 WZ551B ordinati nel 2001 e consegnati tra il 2002 e il 2007, 70 WZ551B1 ordinati nel 2005 e consegnati tra il 2006 e il 2007.
 Sudan
- Esercito sudanese

50 WZ551B1 prodotti su licenza come Shareef-2 tra il 2006 e il 2015.
 Tanzania
- Jeshi la Wananchi la Tanzania

10 WZ551A consegnati tra il 2011 e il 2012.
 Uganda
- Forza di Difesa Popolare dell'Uganda

Due VN2C mostrati durante la visita del presidente Museveni a una scuola militare.
 Zambia
- Zambian Army

5 WZ551B ricevuti nel 2008.